# Hana Moravcová
Hana Moravcová (* 8. října 1970 Praha) je česká zdravotní sestra, podnikatelka, v letech 2010–18 starostka a v současnosti zastupitelka městské části Praha 20-Horní Počernice. Podle Moravcové by se mělo do Horních Počernic prodloužit metro B.

## Život
Po absolvování studia na střední zdravotnické škole v roce 1989 pracovala jako sálová instrumentářka na ortopedické klinice. V roce 1992 začala pracovat v rodinné firmě Pekařství Moravec, ve které je od roku 2002 jednatelka a společnice. V roce 2006 se stala členkou rady městské části Praha 20 pro oblast životního prostředí. Starostkou Prahy 20 byla zvolena v roce 2010 a 2014. Od roku 2002 má funkci zastupitele za hnutí Šance pro Počernice a dříve ODS.
Podle studie týmu ekonomů a programátorů Econlab při Univerzitě Karlově z roku 2018 je Praha 20 nejlepší zadavatel zakázek v České republice.

### Dobrovolné funkce
Přehled mimopracovních činností:
- členka Nadace šance
- členka správní rady fotbalového klubu SC Xaverov Horní Počernice
- členka rady SKP HOPO, který provozuje azylový dům, atd.